# Via dei Sepolcri

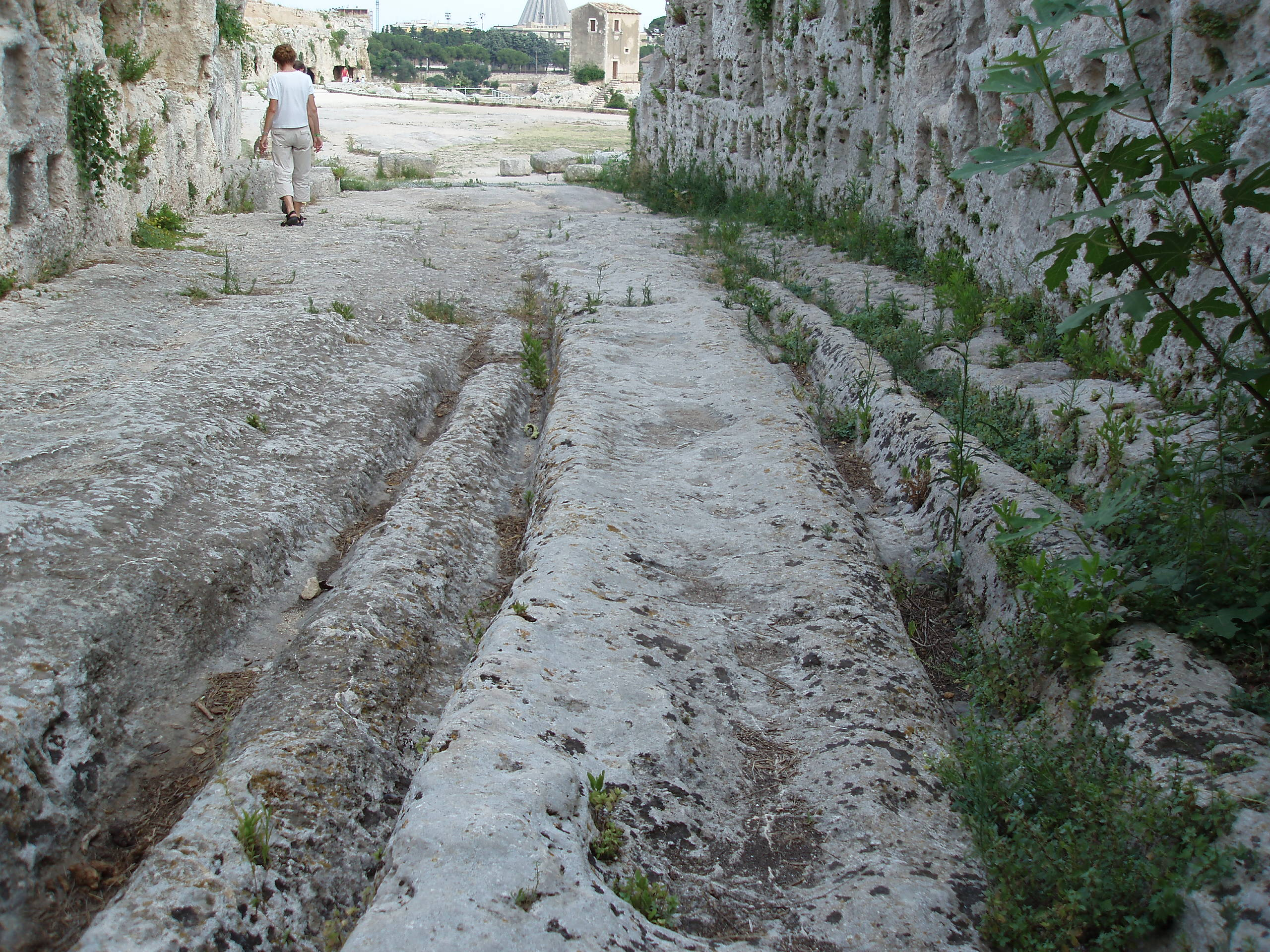
Interno della Via dei Sepolcri

La Via dei Sepolcri è una suggestiva strada lunga 150 metri che conduce alla cima del colle Temenite, situata all'interno del Parco archeologico della Neapolis di Siracusa, attraversandola si notano le alte pareti rocciose che la circondano da entrambi i lati e le edicole votive che vi sono state scavate lungo tutto il tragitto.

## Il culto degli Eroi
Siracusa avendo un'importante tradizione greca conosceva e praticava il culto degli Eroi; gli Eroi erano in epoca antica delle persone considerate dei "Semidei", più forti dei mortali quasi vicini dall'essere paragonati agli dei. Poi in epoca greca successiva quando si parlava di "Eroe" si intendeva dire un "defunto" che si era particolarmente distinto in vita e per questo da morto meritava di essere "eroicizzato", ovvero di essere onorato e venerato come si veneravano gli eroi mortali. Tutto ciò era molto importante per la religione greca. Di grande pregio è considerato un incavo trovato verso la fine della Via dei Sepolcri e che rappresenta il culto dei Dioscuri a cavallo e Trittolemo sul carro tirato da serpenti.
La Via è in salita e curva prima verso ovest e poi verso nord. Essa conduce nel punto più alto del colle siracusano. Si pensa che in passato rappresentasse anche uno degli ingressi al Teatro Greco di Siracusa, data la sua vicinanza con il terrazzo del colle e il Ninfeo degli attori dionisiaci.
Il letterato e poeta veronese Girolamo Orti, nel suo viaggio in Sicilia nel 1823 così descrisse l'antica via siracusana:
(Girolamo Orti, Raccolta accresciuta de viaggi, Volume 2, 1834)
Nella via dei Sepolcri si trovano anche degli Ipogei di epoca bizantina, chiara testimonianza che rivela come il sito venne utilizzato anche in epoche successive a quella siceliota. Anche i profondi segni lasciati dai carri che si recavano ai mulini ad acqua d'epoca spagnola testimoniano la frequentazione della strada in diverse epoche.
Salita la Via dei Sepolcri si spunta sulla cima del rilievo. Qui sono stati individuati i resti del Santuario di Apollo Temenite (termine greco "Temenos" che significa "Recinto sacro") che dà il suo nome all'intero colle.